# Юлиус Кампе (награда)
Литературната награда „Юлиус Кампе“ (на немски: Julius-Campe-Preis) е учредена през 1956 г. от издателство „Хофман и Кампе“ по случай 175-ата годишнина на издателството и е наречена на издателя Юлиус Кампе.
Отличието се раздава ежегодно като награда на критиката и се присъжда на личности, които „по изключителен начин са заслужили литературнокритическа и литературнопосредническа признателност“.
Първоначално наградата възлиза общо на 60 000 германски марки, които се разпрделят между четирима лауреати. След 2002 г. отличието се изразява в 99 бутилки вино и публикуваното от „Хофман и Кампе“ факсимиле на Френска действителност от Хайнрих Хайне.

## Носители на наградата (подбор)
- Кристоф Мекел (1961)
- Томас Бернхард, Гизела Елснер, Хуберт Фихте (1964)
- Мартин Валзер (2002)